# Paolo I (vescovo di Costantinopoli)
Paolo I (in greco Παύλος Α΄?; Tessalonica, ... – Cucusus, 351) è stato un arcivescovo greco antico, titolare dell'arcidiocesi di Costantinopoli in tre distinti periodi, 337-339, 341-342 e 346-350. È venerato come santo dalla Chiesa ortodossa e dalla Chiesa Cattolica, la sua memoria è celebrata il 6 novembre.
Visse in un periodo in cui i contrasti tra la fazione ariana e quella nicena causarono morti e violenze.

## Biografia
Paolo era presbitero a Costantinopoli, dove ricoprì anche la carica di segretario dell'anziano arcivescovo Alessandro.

### Primo regno (337-339)
Quando Alessandro morì, nel 337, le fazioni ariana e nicena entrarono in violento contrasto per designare il suo successore: a prevalere furono i niceni, che elessero Paolo e lo fecero consacrare da vescovi che si trovavano per caso nella a Costantinopoli.
Nel maggio di quello stesso anno, però, era morto anche Costantino I; il figlio Costanzo II, tornato dalla campagna orientale contro i Sasanidi, succedette al padre, e si occupò anche della questione. Costanzo non era certo estraneo alla contesa, in quanto era un sostenitore del partito ariano: lamentandosi di non essere stato consultato per l'elezione, convocò un sinodo di vescovi ariani, fece dichiarare Paolo inadatto al vescovato, lo bandì e lo rimpiazzò con Eusebio, vescovo di Nicomedia (339).

### Secondo regno (341-342)
Eusebio regnò per appena tre anni, per morire poi nel 341: a furor di popolo Paolo fu rimesso sul trono vescovile, mentre alcuni vescovi ariani, tra cui Teognide di Nicea e Teodoro di Eraclea, elessero e consacrarono Macedonio I nella chiesa di San Paolo, gettando la città nella guerra civile.
Costanzo si trovava ad Antiochia di Siria, quando gli fu comunicata la situazione nella sua capitale: impegnato sul fronte sasanide, inviò il proprio comandante della cavalleria, Ermogene, ad espellere Paolo. La popolazione, volendo impedire la deposizione di Paolo, si raccolse intorno alla casa dove si trovava il generale, le diedero fuoco, uccisero Ermogene e ne trascinarono il corpo per le strade della città in trionfo. Avutane notizia, Costanzo tornò immediatamente a Costantinopoli, intenzionato a punire i ribelli, ma questi gli andarono incontro in ginocchio e in lacrime, e l'imperatore si accontentò di dimezzare le razioni di grano; però mandò ugualmente in esilio Paolo.

### Terzo regno (346-350)
Durante il regno di Costanzo, diversi vescovi niceni furono mandati in esilio dall'imperatore ariano. Paolo si unì ad alcuni di loro – Atanasio di Alessandria, Marcello di Ancira e Asclepas di Gaza – e si recarono a Roma; papa Giulio I li esaminò severamente, li trovò conformi al credo niceno e scrisse ai vescovi di oriente chiedendo fermamente di rimettere al proprio posto i suoi protetti. Atanasio e Paolo furono rimessi alle loro diocesi.
Costanzo II, che si trovava ancora una volta ad Antiochia, fu nuovamente fermo nella decisione di opporsi all'abuso della popolazione di Costantinopoli e incaricò il prefetto del pretorio d'Oriente Filippo di deporre per la terza volta Paolo e sostituirlo definitivamente con Macedonio I. Filippo non intendeva fare la stessa fine di Ermogene e non rese noto l'ordine imperiale. Invece invitò Paolo ad incontrarlo nelle terme di Zeuxippus, vicino alla riva dell'Ellesponto, come se dovesse discutere con lui di affari di stato. Quando Paolo si recò all'incontro, gli fu mostrata la lettera dell'imperatore e gli fu ordinato di recarsi senza opporre resistenza attraverso il palazzo al molo, imbarcarsi e tornare a Tessalonica; Filippo gli consentì di visitare le province periferiche d'Occidente, ma gli proibì di tornare in Oriente.
Successivamente Paolo fu mandato in catene a Singara, in Mesopotamia, di lì a Emesa e infine a Cucusus, in Armenia, dove fu messo a morte per ordine di Filippo.